# 情報スタジアム 4時!キャッチ
『情報スタジアム 4時!キャッチ』（じょうほうスタジアム 4じキャッチ）は、サンテレビジョンで2018年4月2日から 2021年3月19日まで放送していた情報番組。同局の社会情報部・報道部・制作部が初めて共同で制作した生放送番組で、放送時間は基本として毎週月曜日 - 金曜日の16:00 - 16:55（JST）。

## 概要
2018年3月まで放送されていた『NEWS PORT』（平日夜間の報道番組）と『午後キュン』（土曜日午後の情報番組）を統合したうえで、サンテレビとしては34年振りにレギュラーで編成する平日帯の生放送番組。開始に際しては、局内に社会情報部を新設したうえで、『NEWS PORT』を制作していた報道部と『午後キュン』に携わっていた制作部からスタッフの一部を異動させた。また、番組タイトルの「キャッチ」（Catch）にちなんで、右手の指でCの形を作って右目の前に掲げるジェスチャーを考案。オープニング・エンディングや生中継で出演者が随時披露している。
キャッチフレーズは「兵庫の 神戸の“今”を いち早く 分かりやすくキャッチ!」で、テーマソングはBONNIE PINKの「Catch the Sun」。全曜日とも、兵庫県内向けのローカルニュースを内包していた。ただし、競艇などのスポーツ中継を編成する関係で放送を休止する場合は、単独番組（『SUN-TV NEWS』）として16:55から5分間放送した。
2020年3月31日（火曜日）放送分までは、『NEWS PORT』のテイストを織り込んだ月 - 木曜放送分を社会情報部（月曜・水曜グループと火曜・木曜グループ）が、『午後キュン』の流れを汲む金曜放送分を制作部が制作を担当していた。このため、月 - 木曜放送分と金曜放送分でスタジオセットの配置やコーナーの構成が若干異なっていた。また、2019年5月6日に放送されたサンテレビ開局50周年記念番組『SUNキュー!!50年　そして未来へ』（3部構成で10:55 - 18:00に編成）では、当番組の制作チームが第2部「SUNキュー!!50年 ワッショイ！ひょうごLOVERS」（12:30 - 17:00に生放送）の制作を担当した。
2020年3月31日まではオープニングムービーを流してから本編に入っていたが、翌4月1日（水曜日）放送分からこのムービーを割愛するなど大規模なリニューアルを敢行。スタジオセットを全ての曜日で共用するようになったが、日本国内で新型コロナウイルスへの感染が拡大していることを背景に、4月20日（月曜日）から5月8日（金曜日）まで番組の制作・放送体制を暫定的に変更した。この時期には、感染の拡大を防止すべく番組制作部門の人員を2班に分けたことから、放送時間を30分（16:00 - 16:30）に短縮。YouTubeのサンテレビ公式チャンネルでは、マスター送り（サブOUT）の映像による（CMを除く）番組全編の同時配信を試験的に実施していた。
『情報スタジアム 4時!キャッチ』としての放送は、2021年3月19日（金曜日）で終了。放送枠を17時台（17:00 - 17:55）に繰り下げたうえで、同年4月1日（木曜日）から、『NEWS×情報 キャッチ+』（ニュース・じょうほう キャッチプラス）というタイトルで再スタートを切った。『キャッチ+』では『4時!キャッチ』から一転して、全曜日で2部構成を採用。第1部（17:30までの時間帯）の「情報+」では主に地域情報を、第2部（17:30以降の時間帯）の「ニュース+」では報道系のニュース・気象情報を扱う。

## 出演者

### 番組終了時点
◎：出演時点でサンテレビアナウンサー（嘱託・契約アナウンサーを含む）

○：『NEWS PORT』にもレギュラーで出演

※：『午後キュン』にもレギュラーで出演

#### メインキャスター（MC）
- 月・金曜日：木内亮◎
  - 番組開始当初から金曜日、2019年12月18日から水曜日のニュースキャスターを担当。2020年4月1日から月曜日、4月3日から金曜日のMCを務めた。
  - 石川テレビの元・アナウンサーで、サンテレビに正局員として移籍してからは、主にスポーツアナウンサーとして活動。日本プロ野球プロ野球オフシーズン限定番組の『熱血!タイガース党』では、2012年度から「党首代行」という肩書で出演したほか、「木内の必殺抜きうちショット!」（ENGカメラで撮影しながら阪神の関係者・ファンへの直撃取材を敢行した企画）で人気を博していた。当番組MCへの起用後は、出演しない日にスポーツアナウンサーとして活動を続ける[注 2]一方で、『熱血!タイガース党』の「党首代行」を2020年3月で卒業。
  - MCへの就任を機に、「4時キャッチ!宣伝隊長」という肩書で、放送対象地域である兵庫県内の自治体をロケで順次訪問。ロケ先で出会った1名の一般人に当番組のPRを兼ねてノベルティグッズ（番組のステッカー）を配った模様のVTR（MCを担当しない日によっては生中継）を、「4時キャッチ!宣伝隊長 木内がやります!」と称して、全曜日のエンディング前に放送していた（1日につき1つの自治体を紹介）。なお、『キャッチ+』では月  -　水曜日に第1部のMCを担当。
- 火 - 木曜日： 弘松優衣（オフィスキイワードに所属するフリーアナウンサー）
  - 2013年4月1日から2018年3月31日までは、石川テレビのアナウンサー[注 3]。当番組が、フリーアナウンサー転身後初めてのレギュラー番組に当たる。
  - 当番組では、初回から2020年3月30日まで、月曜日のMCも担当。2018年4月8日から2019年3月31日までは、当番組を放送しない日曜日に、『SUN-TV日曜夕刊』→ 『ニュースSUNデー』のキャスターを務めていた。なお、『キャッチ+』には出演しない予定。

#### サブキャスター
番組開始から2020年4月改編までは月 - 木曜日、以降は金曜日に配置。
- 朝田夢子◎（元・福井テレビアナウンサー）
- 吉本美咲◎（元・NHK松江放送局契約キャスター）
  - いずれも、2020年4月1日付で移籍したことを機に、同月3日放送分から金曜日を担当。『キャッチ+』では、第2部でニュースキャスターを交互に務める。

#### ニュースキャスター
- 月・水曜日：吉本美咲◎（2020年4月1日 - ）
- 火曜日：藤岡勇貴（サンテレビ社会情報部ニュースキャスター、元・青森朝日放送アナウンサー：特集企画のディレクターも担当[2]）
  - 番組開始から2020年3月31日までは、サブキャスターとして火・木曜日の全編に出演。2018年5月15日から開設した公式ブログ「藤岡勇貴のNEWSキャッチ」では、当番組の制作や放送にまつわるエピソードを随時紹介していた。2020年4月改編からは、ニュースキャスター（火曜日専属）やニュース解説（基本として木曜日）の担当に事実上専念。
  - 前職（青森朝日放送アナウンサー）の縁で青森県から「元気あおもり応援隊員」を委嘱されていることを背景に、2021年の3月第1週（1日 - 5日）には、「いこか青森　こいへ青森」（フジドリームエアラインズによる神戸 - 青森間の定期便就航1周年を記念した青森県内の観光案内企画シリーズ）で神戸側のナビゲーターとして全曜日にスタジオ出演[注 4]。古巣の青森朝日放送が、制作協力局として青森県内の映像の撮影などを担当している。
  - 当番組終了後（『キャッチ+』放送初日）の2021年4月1日付で社会情報部から報道部へ異動するため、『キャッチ+』では、第2部でニュースキャスターを務める[6]。
- 木曜日：小浜英博◎○
  - 番組開始から2020年3月30日までは、サブキャスターとして、月・水曜日の全編に出演。ニュース解説も担当していた。同年の4月改編から、ディレクターを兼務。『キャッチ+』では、第2部のニュースキャスターに専念。
  - ニュースキャスターとしては、2020年3月3日から火曜日を担当した後に、4月2日から木曜日へ異動。
- 金曜日：影谷かおり◎（2020年4月3日 - ）
  - 2018年3月まで、第一子の出産に伴う産前産後休暇を取得。同年4月の職場復帰後から、レギュラー出演開始までの間にも、本来のニュースキャスターが休演する場合に代理を務めることがあった。

担当日には、夜（基本として21:27 - 21:30）の『SUN-TVニュース』キャスターを兼務することが多い。2020年4月の途中までは基本としてスタジオセットの中からニュースを伝えていたが、新型コロナウイルス感染拡大の影響で放送時間を暫定的に短縮してからは、『SUN-TVニュース』用のニューススタジオから出演。これを機に、番組の途中（天気予報の直前）に加えて、本編のオープニング前にも伝えるようになった。

#### コーナーキャスター
2020年3月までは「情報キャスター」として木曜日、同年4月改編から金曜日にも配置。
- 木曜日：中元麗偉美（なかもと　れいみ：オフィスキイワード所属のフリーアナウンサー）
  - 番組開始から2018年10月7日放送分まで担当した後に、木曜日の中継リポーター（同年10月14日 - 12月6日）を経て、同年12月13日放送分から復帰。
- 金曜日：小浜英博◎○
  - 2020年4月改編のリニューアルで「週間!ニュースサイトランキング」（サンテレビ公式YouTubeチャンネルとの連動企画）を新設したことを機に、金曜日のみ同コーナー限定で出演。

#### リポーター
- 月曜日：小浜英博◎○
  - 月曜日には、番組開始から2020年3月30日までサブキャスターとロケ企画のリポーターを兼務した後に、同年4月6日放送分から生中継のリポートに専念。
  - 夏季休暇に入っていた2020年8月3日放送分では、壱城あずさ（神戸市出身の女優、元・宝塚歌劇団星組男役）が、「スペシャルリポーター」という肩書で人生初の生中継リポートに臨んだ。
- 火曜日
  - 西代洋（ミサイルマン）
  - 市川くん（女と男）
    - 後述する事情を背景に、2018年11月頃から生中継のリポーターを担当。当初は隔週交代で、市川くんは相方の和田ちゃんと一緒に出演していた。2019年5月9日からは、同い年である西代とのコンビで「おっ!散歩」（兵庫県内の商店街・市場での散策ロケ企画）を担当。
- 水曜日：朝田夢子◎（2020年4月1日から出演）
- 木曜日
  - 春田純一
    - 「神戸三宮シアター・エートー」の名誉アンバサダーを務める縁で、2019年4月4日から月に2回のペースで放送される兵庫県内でのロケ企画「俳優・春田純一が行く」→「春田純一の職人旅」に出演。サンテレビでは、「春田純一の職人旅」の再編集版を、『俳優　春田純一の職人旅』という単独番組として2020年10月11日から2021年3月28日まで毎週日曜日の夜間（基本として22:15 - 22:30）に放送していた。

  - 和田ちゃん（女と男）
    - 2020年4月2日から、「ワダちゃんのカルチャー教室始めました!」（人気を集めるカルチャー教室での体験ロケ企画）を担当。

サンテレビが毎年若干名を選出する「サンテレビガールズ」のメンバーが生中継へ同行することや、月・水曜日メインキャスターの小濱が他の曜日に生中継（またはロケ）リポートへ出ることや、社会情報部の小松田梓左ディレクター（兵庫県出身で2017年度に同局へ入社）が「情報キャッチャー」という肩書でロケ取材を担当することもある。
2020年3月までは、松浦宏子◎○も、ニュースキャスターとの兼務扱いで生中継のリポーターを担当。2018年6月からは一時、月曜日の収録コーナー「ひょうご海（sea）ライフ」（詳細後述）にも、リポーターとして出演していた（放送上の肩書は「ナビゲーター」）。2019年7月17日（水曜日）放送分では、弘松が中継リポートに回ったため、弘松と役割を交代する格好で小濱と共にメインキャスターを担当。
2018年7月以降の木曜日には、当時松浦がリポートを担当していた生中継とは別に、毎週木曜日の夜に神戸市内で公演（ものまねショー）を開催する「ものまねアラジン」（大阪市内に拠点があるショーパブ）との連動企画として、同店に在籍するものまねタレントが神戸公演の前に週替わりで商店街からの中継リポーターを担当。同年10月以降は、中元が14日放送分から商店街中継へ同行するとともに、松浦が担当していた中継をレギュラー陣以外の人物（「サンテレビガールズ」など）によるリポート企画へ変更した。商店街中継については、同年12月13日放送分から松浦が同行していたが、2019年3月14日放送分で終了。

#### 気象キャスター
- 前田勝久◎（気象予報士、2019年3月までは全曜日、同年4月からは水曜以外の曜日に出演） - 『キャッチ+』でも、全曜日で天気予報を担当。

放送日によっては、中継リポーターを兼務するため、中継先から天気予報を伝えることがある。2019年4月以降は、サンテレビが1969年の開局以来毎年複数名を採用している「サンテレビガールズ」（任期は基本として1年間）が、水曜日のみ週替わりで天気予報を担当。

#### コメンテーター

##### 放送終了時点
サンテレビの放送対象地域である兵庫県内の出身者・在住者を中心に起用。●の人物は、出演期間中には、公式サイトで「コメンテーター」と扱われている。
- 月曜日
  - 小林祐梨子●（小野市出身:元陸上競技選手・陸上女子1500m元日本記録保持者・北京オリンピック女子5000m日本代表）
    - テレビ番組としては当番組が初めてのレギュラー番組だが、ラジオ番組では、2017年度のナイターオフ期間から『伊藤史隆のラジオノオト』（朝日放送ラジオ）の木曜放送分でパートナーを務める。2018年度ナイターオフ期間の2018年12月13日（木曜日）には、「『ラジオノシゴト』をキャッチ」と称して、小林が出演する『ラジオノオト』のスタジオで当番組のスタッフが密着取材。その模様を、翌週月曜日（18日）の当番組で放送した。
    - 当番組には第一子の育児などと並行しながら出演しているが、出演3年目の2020年に第二子を懐妊。2021年1月25日放送分まで出演した後に、翌2月から産前産後休業に入っていた。
      - 産前産後休業中の放送では、兵庫県に縁のあるスポーツ関係者（神戸市北区出身の朝原宣治、ヴィクトリーナ姫路初代監督→副社長の竹下佳江、竹下の夫で元・阪神投手の江草仁貴など）や、森脇健児が「ゲストコメンテーター」として週替わりで出演。小林自身は月曜分最終回（2021年3月15日）までの復帰に至らなかったが、2月13日に第二子を出産していたため、『キャッチ+』でも月曜日にコメンテーターを務めている。

  - 狩野恵輔（野球解説者・野球評論家、元阪神タイガース捕手・外野手、不定期で出演）
- 火曜日
  - サニー・フランシス●[注 5]（神戸市灘区在住、同区内でエスニック料理店を経営）
    - インド出身のラジオDJ・俳優で、番組の開始当初から2020年3月26日まで木曜日に出演。2019年度には、生中継のリポーターも兼務していた。
- 水曜日
  - かみじょうたけし●（淡路市出身：松竹芸能所属のピン芸人）

### 過去
- 林芳樹◎●（火曜日コメンテーター、神戸新聞社特別編集委員兼論説顧問、2018年4月3日　-  2020年3月24日、『NEWS PORT』でも月曜日のコメンテーターを務めていた）
- 三船美佳※（金曜日初代MC、2018年4月6日 - 2020年3月27日）
- 谷口英明◎※（同上）
  - 当番組では、ニュース解説を兼務。2019年までは長らく、スポーツアナウンサーとしても活動していた。2021年3月19日の最終回では、「スペシャルゲスト」としてスタジオへ出演したほか、兵庫県内で木内と臨んだ「おもてなしロケ」の模様を放送。
- グイグイ大脇※（金曜日中継リポーター、2018年4月6日 - 6月1日）
  - 一身上の都合により2018年6月1日放送を以って降板。翌週の6月8日から7月6日までの金曜日には、同曜日のコメンテーターや前田が、週替わりで中継リポートを担当した。
- 金井良宮（かない　らみや：有馬温泉のホテル「御所坊」のブランドマネージャー）
  - モロッコ出身の女性で、番組初期の水曜日に、かみじょうと揃ってコメンテーターを務めていた。
- まあくん（藤原正弘）●[注 6]（木曜日コメンテーター、2018年5月 - 2019年3月14日）
  - 「ピンクレディー公認のファン」として知られるアイドル研究家・バー経営者で、サンテレビのスタッフからスカウトを受けた[8]ことをきっかけに、サニー・フランシスと交互に出演。
- 松浦宏子◎○[注 7]（ニュースキャスター兼中継リポーター、2018年4月1日 - 2020年2月28日）
  - ニュースキャスターとしては火・水曜日（2018年4月3日 - 9月20日）→　火・木曜日（同年9月26日 - 12月6日）→　火・水曜日（同年12月11日 - 2019年6月26日）→　月・火曜日（2019年7月1日 - 2020年2月25日）、中継リポーターとしては月・木曜日（2018年4月2日 - 9月24日）→　月・水曜日（同年9月30日 - 12月5日）→　月・木曜日（同年12月11日 - 2019年6月27日）→水曜日（2019年7月2日 - 2020年2月26日）を担当。2017年4月1日からサンテレビとの間で締結してきた有期雇用契約が2020年3月31日で満了することを機に退社するため、2020年2月27日（木曜日）放送分の中継でリポーターの担当を終了。翌28日（金曜日）の事前収録企画への出演を最後に、当番組を降板した。退社後の2020年4月1日付で、アナウンサーとして愛媛朝日テレビへ移籍。
- 中村麻里子◎○（ニュースキャスター兼中継リポーター、2018年4月2日 - 2019年6月27日）
  - ニュースキャスターとしては月・木曜日（2018年4月2日 - 9月20日）→　月・水曜日（同年11月19日 - 12月5日）→　月・木曜日（同年12月11日 - 2019年6月28日）、中継リポーターとしては火・水曜日（2018年4月3日 - 9月19日）→　火曜日（同年11月27日・12月4日）→　火・水曜日（同年12月11日 - 2019年6月26日）を担当した。2019年6月30日付でサンテレビを退社したため、同月27日（木曜日）放送分で降板[9]。
  - 2018年の出演期間中に急性肝炎を発症したため[10]、同年9月20日放送分への出演を最後に[11]、11月5日（月曜日）まで一時休養。この期間には、中村が担当していた生中継リポートのうち、水曜放送分の担当を松浦が引き継いだ。また、11月14日（水曜日）までは、橋本が月・水曜日のニュースキャスターを担当。火曜日では、この期間から、弘松・藤岡以外のキャスターやよしもとクリエイティブ・エージェンシー→吉本興業所属のお笑い芸人（女と男や西代など）が週替わりでリポーターを務めている。
- ドキドキ☆純情ガールズ　のぞみ（金曜日中継リポーター、2018年7月13日 - 2020年3月27日）
  - 松竹芸能所属の女性漫才コンビ「ドキドキ☆純情ガールズ」のメンバー。
- 榎木麻衣◎○（水・木曜日ニュースキャスター、2019年7月3日 - 12月25日）
  - 『NEWS PORT』では初代メインキャスター陣の1人だったが、2018年1月から2019年3月31日まで産前産後休暇を取得。当番組が職場復帰後唯一のレギュラー番組であったが、出演期間中に第2子を懐妊したため、2020年1月から産前産後休暇を再び取得している。2021年に入って休暇から再び復帰したため、『キャッチ+』では木・金曜日第1部のMCを担当。
- 橋本航介◎
  - 本来はスポーツアナウンサー（木内の同僚）だが、2019年9月25日から11月14日まで月・水曜日、2020年1月9日から2月27日まで木曜日、2020年3月に月・木曜日でニュースキャスターを務めていた。2020年5月には、「#みんなで乗り越えよう」で月・火・金曜分のキャスターを担当。担当期間の終了後も、不定期でニュースキャスターを代行している。
- 村上昂輝◎
  - 西日本放送から2020年4月にサンテレビへ移籍した後に、2020年5月11日（月曜日）から29日（金曜日）まで全曜日共通で放送されていた「#みんなで乗り越えよう」（新型コロナウイルスに関する生活情報や兵庫県内の話題を伝えるコーナー）水・木曜分のキャスターとして、サンテレビ制作の番組に初めてでレギュラー出演[12]。移籍を機にスポーツアナウンサーとしての活動を始めたため、「#みんなで乗り越えよう」の終了後も、スポーツ関連の取材企画で随時出演していた。2020年10月5日から2021年3月1日まで、毎週月曜日に「羽ばたけ!ヴィックキャッチ」（バレーボール・Vリーグに加盟するヴィクトリーナ姫路関連の情報コーナー）のキャスターを担当。

2019年度の金曜日には、以下の人物・ユニットが週替わりで出演していた。
- 第1週：長谷川穂積●（西脇市出身：元プロボクサー・世界3階級制覇王者）
- 第2週：工藤めぐみ●（神戸市出身：サンバダンサー）
- 第3週：マック鈴木●（神戸市須磨区出身：野球解説者、元メジャーリーグおよびオリックス・バファローズ投手、関西独立リーグ・神戸サンズ監督兼投手）
- 第4週：花*花[注 8]●（高砂市出身：こじまいづみ・おのまきこ）

## 曜日別のコンセプトと日替わりコーナー
当番組では、ニュース・天気予報・生中継コーナー・ジャパネットたかたのテレビショッピングコーナーを全曜日に編成する一方で、以下のコンセプトに沿った日替わりコーナーも放送していた。
- 月曜日：「スポーツ＆健康をテーマに、元気に1週間のスタートを!」
  - 「がっちりトラキャッチ」
    - 阪神タイガースに関する情報コーナーで、小浜→木内が進行。日本プロ野球（NPB）のシーズン中には、放送前週の阪神の戦いを振り返ったうえで、放送週の阪神戦の予定を『サンテレビボックス席』での中継スケジュールと合わせて紹介した。
    - 2019年度までは狩野も随時出演していたが、木内が月曜日のMCに就任した2020年度からは、阪神ファンでもある小林とのクロストークを基調に放送。木内はMCと並行しながらスポーツアナウンサーとしての活動も続けているため、放送週によっては、自身が中継の実況を担当した試合も取り上げていた。

  - 「チーズでチャージ　チカラ飯」（基本として10 - 12月に放送）
    - サンテレビと同じく神戸市中央区内に本社のある六甲バター（放送上の名義はブランドネームの「Q・B・B」）からの協力の下に、マラソンランナーを応援する趣旨で構成されていたコーナー。「チカラ飯」（Q・B・Bチーズを使ったマラソンランナー向けの料理やスイーツ）の作り方を、小林が神戸学院大学栄養学部の学生に教わった映像（事前収録）を流したほか、兵庫県内に所在する市民ランナー向けのマラソンコースを紹介していた。
    - 過去の放送で紹介した「チカラ飯」のレシピは、当番組開始前の2015年から神戸学院大学の学生が代々考案してきた「マラソンレシピ」と合わせて、六甲バターマラソンスペシャルページ内の「マラソンレシピ」ページで公開。当番組のYouTube公式サイトでは、直近の放送回から、小林が「チカラ飯」の作り方を教わった動画を配信していた。

  - 「小林祐梨子の待ってろ2020」
    - 兵庫県との縁が深く、「2020」（2020年東京オリンピック・東京パラリンピック）での活躍が期待される選手を、小林がロケ取材を交えながら紹介していた。

  - 「ココ!集中っ!!」（2018・2019年度に放送）
    - トップアスリートの強さの秘密や素顔に迫る小浜のインタビュー企画。

  - 「木内の必殺抜きうちキャッチ!」（2020年度から不定期で放送）
    - 木内が『熱血!タイガース党』で担当していた「木内の必殺抜きうちショット」の後継企画で、2020年6月15日から放送。取材VTRを流す直前の「抜き打ちと木内は掛かっています」という口上も引き継いでいる。第1回放送では、『熱血!タイガース党』で長年共演していた福本豊（朝日放送テレビ野球解説者）を、サンテレビの本社内で取材。新型コロナウイルスへの感染が拡大している時期から放送を始めたため、「抜きうちショット」と違って、オンライン取材の模様を放送することもあった。

  - 「羽ばたけ!ヴィックキャッチ」（2020年度からVリーグのシーズン限定で放送）
    - サンテレビの放送対象地域である兵庫県姫路市に本拠地を置くヴィクトリーナ姫路の情報コーナーで、同市に本社を置く大和工業からの協力の下に、村上が取材とスタジオ報告を担当。大和工業は、当コーナーの放送開始を機に、月曜日限定で全編のスポンサーにも付いていた。
- 火曜日：「防災から街の話題まで、役立つ生活情報をキャッチ!」
  - 「神戸新聞」との連動企画で、兵庫県内のトピックスを経済系のコメンテーター（当初は林と藤岡）が解説。阪神・淡路大震災の被災地域が放送対象地域に含まれるサンテレビならではの防災・減災特集を放送することや、兵庫県内の経済に関するニュースを「経済トピックス」、サンテレビが兵庫県内に配置している駐在カメラマンからのリポートを「駐在リポート」として伝えることもある。その一方で、2019年5月9日からは「おっ!散歩」も放送。
  - 天気予報では、毎週最終週のみ、神戸地方気象台からの協力による気象解説企画を放送。同気象台の解説官をスタジオに迎えていた（2020年4月改編から木曜日で放送）。
- 水曜日：「身近な出来事、それニュースです!」
  - 流通科学大学からの協力の下に、兵庫県内にある学校の「文化部」（文化系クラブ）の活動を、他曜日でニュースキャスターやサブキャスターを務めるサンテレビの女性アナウンサー（中村→松浦→中村→松浦→朝田）の生中継リポートで紹介する「部活中継」を主体に構成。スタジオから放送する「我が家のほっこりニュース」では、視聴者の撮影・投稿による心和む動画を交えながら、生活に関する身近な話題や家族のニュースを取り上げていた。さらに、生活に関する身近な話題を調査・紹介する「水曜ふむふむ」も放送。ちなみに、流通科学大学は水曜日限定で全編のスポンサーにも付いていた。
  - 「ひょうご海（sea）ライフ」（2018・2019年には月曜日で放送）
    - サンテレビ・神戸新聞社・ラジオ関西・兵庫県・神戸市・姫路市などが参加する「海の日本PROJECT in ひょうご」（日本財団が2017年から海洋に接する都道府県単位で展開している「海の日本PROJECT」の兵庫県版）と連動したコーナーで、県内各地の海に関するイベントや関係者を取材した模様を紹介。1年目の2017年には、6月12日から12月20日まで、独立番組として毎週月曜日の18:55 - 19:00に放送されていた。
    - 半年間の休止を経て、2018年から6月中旬 - 11月中旬の期間限定で当番組の月曜放送分へ内包。2017年版に続いて、松浦がナビゲーターを務めたほか、サンテレビガールズのメンバーが松浦の取材へ随時同行していた。 松浦のサンテレビ退社後に編成された2020年版から、放送曜日を水曜日へ変更するとともに、サンテレビガールズが週替わりで取材・スタジオ報告を担当。
- 木曜日：「応援します!兵庫の経済」→「多彩なタレントが登場!お得な情報もキャッチ」
  - 番組開始当初は、最先端医療に関する研究拠点やベンチャー企業がポートアイランド（神戸市）に集まっていることにちなんで、「医療と経済の関係」という視点から医療技術の最前線を取材した模様を藤岡が紹介していた。後に、テーマを拡張。さまざまんな文化や技術の粋が兵庫県に集まっていることを背景に、伝統の技から最新のトレンドまでを、多彩なタレントが体当たりリポートで伝えていた。
- 金曜日：「三船美佳が兵庫をキャッチ」→「ニュースをワイドにお届け」
  - 三船・谷口のダブルMC時代には、放送週における兵庫県内の話題を振り返る「ウイークリーキャッチ」、兵庫県内の町や人を紹介する「ほっと町キュン」、県内各地からの生中継リポートなどで構成。「ウィークリーキャッチ」以外の企画は、毎週金曜日に収録していた『午後キュン』時代の企画を、生放送向けに発展させている[注 12]。また、兵庫県出身の著名人を、週替わりでコメンテーターに迎えていた。
  - 2020年の4月改編でMCを木内に交代したことを機に、木内とサブキャスターの朝田・吉本が、さまざまな視点で兵庫県内の最新の話題を伝える方向へリニューアル。週替わりのコメンテーター制度を廃止する一方で、三船・谷口のダブルMC中に始まった「4時のおやつ」（放送時間である「4時」のおやつにふさわしい菓子やスイーツをスタジオで試食しながら紹介する企画）の対象を、旬の食材やお取り寄せグルメにも広げていた。

火 - 木曜日の特集については、放送済みの映像を、放送後にサンテレビのYouTube公式チャンネルから無料で配信。放送週末（翌週日曜日）の『SUN-TV日曜夕刊』→『ニュースSUNデー』で、改めて放送することもあった。
2020年までは、NPBプロ野球シーズン中の平日に『サンテレビボックス席』で阪神主管のナイトゲームを阪神甲子園球場か京セラドーム大阪から中継する場合に、中継先の球場の放送席から実況（またはベンチリポート）担当のアナウンサーが生中継でリポートを入れることがあった。
月・火・木曜日の生中継については、サンテレビの放送対象地域である兵庫県内に限らず、地上波の直接受信やケーブルテレビなどによって大半の地域で当番組を視聴できる大阪府内から放送することもあった。